# Pagano (luchador)
José Julio Pacheco Hernández  (Ciudad Juárez, Chihuahua, 7 de febrero de 1986), conocido como Pagano, es un luchador profesional mexicano. Actualmente trabaja para las empresas Lucha Libre AAA Worldwide y WWE, además de ser el presente Campeón Mundial en Parejas de AAA con Psycho Clown, hallándose en su segundo reinado.
Entre sus logros, destaca haber ganado la Copa Antonio Peña 2018, y la Lucha Libre World Cup 2017 junto con Psycho Clown.  

## Carrera

### Circuito independiente (2008-presente)
José Pacheco se formó inicialmente bajo el entrenador Áspid y Babe Sharon en el local Arena Kalaka en Juárez. Hizo su debut en 2008, trabajando como el enmascarado, o personaje enmascarado, Pagano. Al principio usó una máscara genérica pero más tarde comenzó a luchar con una máscara que se parecía al maquillaje de un payaso en su lugar. Inicialmente trabajó en Arena Kalaka, a menudo en partidos de lucha libre, formando un grupo conocido como "Hardcore Pride" con Sick Boy, SKAM-13 y Murder Angel.
En 2015, Pagano comenzó a trabajar en todo México, siendo contratado por varias promociones en el circuito independiente mexicano. Durante este tiempo desarrolló una disputa de larga historia con el veterano luchador Nicho el Millonario. Los dos se enfrentaron en varios espectáculos diferentes, a menudo bajo estipulaciones hardcore como "Extreme Rules" (No descalificación, armas permitidas), "Death Match" reglas (la única manera de ganar es golpear a su oponente), Terrier "donde los dos luchadores están encadenados juntos. Pagano ganaría la mayoría de sus fósforos, ya que construyeron una Lucha de Apuestas, cabello frente a fósforo de pelo, entre los dos.

### Asistencia Asesoría y Administración/Lucha Libre AAA Worldwide (2016-presente)
El 23 de marzo de 2016, Pagano hizo una aparición en Rey de Reyes junto con Nicho el Millonario, Damián 666, Halloween quienes hicieron su regreso de AAA, llegaron a atacar a los Perros del Mal que estaban celebrando la victoria del Cero Miedo.
Pagano hizo una rivalidad con Psycho Clown. 
Su debut con la caravana estelar se dio en el Coliseo La Concordia de Orizaba Veracruz donde se enfrentaron en un combate de Lucha Extrema . Durante la lucha, Pagano domino casi en todo momento a Psycho Clown , luchando varias veces entre el público, rompiendo sillas, cubetas, tachuelas, llegando a un punto en donde encendió una mesa de madera en llamas y luego lanzó Psycho Clown desde la tercera cuerda a través de ella para ganar el combate. Dos semanas después los dos chocaron otra vez, esta vez en un partido que también incluyó Pentagón Jr., un partido que una vez más fue ganado por Pagano.
Más tarde se pactó una Lucha de Apuestas entre Psycho Clown y Pagano en una lucha de Máscara vs. Cabellera en Triplemanía XXIV donde perdió su combate en el evento principal. En 2 de octubre en el evento Héroes Inmortales X, Pagano se alió con Murder Clown y Monster Clown donde ellos traicionaron a Psycho poniéndole fin al equipo de Los Psycho Circus.
El 26 de mayo, Pagano junto con el El Mesías derrotaron a Dark Cuervo y Dark Escoria coronándose como  Campeones Mundial de Parejas de AAA, siendo su primer campeonato de AAA para Pagano.
El 4 de junio, en Verano de Escándalo Pagano y El Mesías perdieron sus campeonatos ante Dark Cuervo y Dark Escoria teniendo su reinado de 9 días, luego de la lucha, El Mesías atacó a su compañero llevándolo a la camilla, donde cambia a Face. El 26 de agosto en Triplemanía XXV, Pagano se enfrentó al Mesías en la cual nadie ganó el combate luego de la interferencia de Rey Escorpión atacando al mismo y El Mesías.
El 1 de enero, la AAA, confirmó la lesión de Pagano sobre la costilla, estará fuera por 2 a 3 meses.
El 21 de julio en el evento de AAA vs. ELITE, Pagano hizo equipo con Joe Líder como representantes de AAA siendo derrotados por el equipo Elite (Teddy Hart y Jack Evans), durante el combate Hart aplicó un «Canadian Destroyer» en el filo del ring a Pagano, pero éste cayó hacia fuera de ring ocasionándole una contusión.

### Global Force Wrestling/Impact Wrestling (2017)
Durante la alianza de AAA y GFW, Pagano hace su debut e un combate por equipos entre Ethan Carter III y El Hijo del Fantasma, Pagano hizo su debut atacando a Carter antes de Eddie Edwards hizo su salve. Después, el 21 de septiembre, Pagano y El Hijo del Fantasma derrotaron a Edwards y Carter gracias a la intervención de El Texano Jr.

## Campeonatos y logros
- Lucha Libre AAA Worldwide
  - Campeonato Mundial en Parejas de la AAA (2 veces, actual) – con Ricky Banderas "El Mesías" y con Psycho Clown
  - Copa Antonio Peña (2018)
  - Copa Triplemanía (Quinto Ganador)
  - Lucha Libre World Cup (2017) - con Psycho Clown
  - Rudo of the Year (2016)

- Promociones EMW
  - Rey del Extremo (2019)

- Pro Wrestling Illustrated
  - Situado en el N.º 288 en los PWI 500 de 2018[8]

## Luchas de apuestas
| Apuesta                 | Ganador             | Perdedor    | Evento                            | Fecha                   | Notas                                                  |
| ----------------------- | ------------------- | ----------- | --------------------------------- | ----------------------- | ------------------------------------------------------ |
| Máscara vs. Máscara     | Luzbel              | Pagano      | House Show                        | 2 de diciembre de 2011  |                                                        |
| Cabellera vs. Cabellera | Nicho el Millonario | Pagano      | House Show                        | ?                       | ?                                                      |
| Máscara vs. Cabellera   | Psycho Clown        | Pagano      | Triplemanía XXIV                  | 28 de agosto de 2016    | Psycho Clown apostó su máscara con la AAA en la lucha. |
| Cabellera vs. Cabellera | Pagano              | Chessman    | Triplemanía XXVIII                | 12 de diciembre de 2020 |                                                        |
| Cabellera vs. Cabellera | Pagano              | Cibernético | Triplemanía XXX: Ciudad de México | 15 de octubre de 2022   |                                                        |

## Récord en artes marciales mixtas
| Resultado | Récord | Oponente             | Método        | Evento       | Fecha              | Ronda | Tiempo | Localización  | Notas |
| --------- | ------ | -------------------- | ------------- | ------------ | ------------------ | ----- | ------ | ------------- | ----- |
| Victoria  | 1–0    | Juan Carlos Riquelme | KO (puñetazo) | Combate Real | 7 de marzo de 2014 | 1     | 4:10   | Ciudad Juárez |       |